# Sabina de la Umbría de Miranda
La sabina de la Umbría de Miranda  es un árbol protegido del parque natural de Puebla de San Miguel, en el Rincón de Ademuz, provincia de Valencia (Comunidad Valenciana, España).

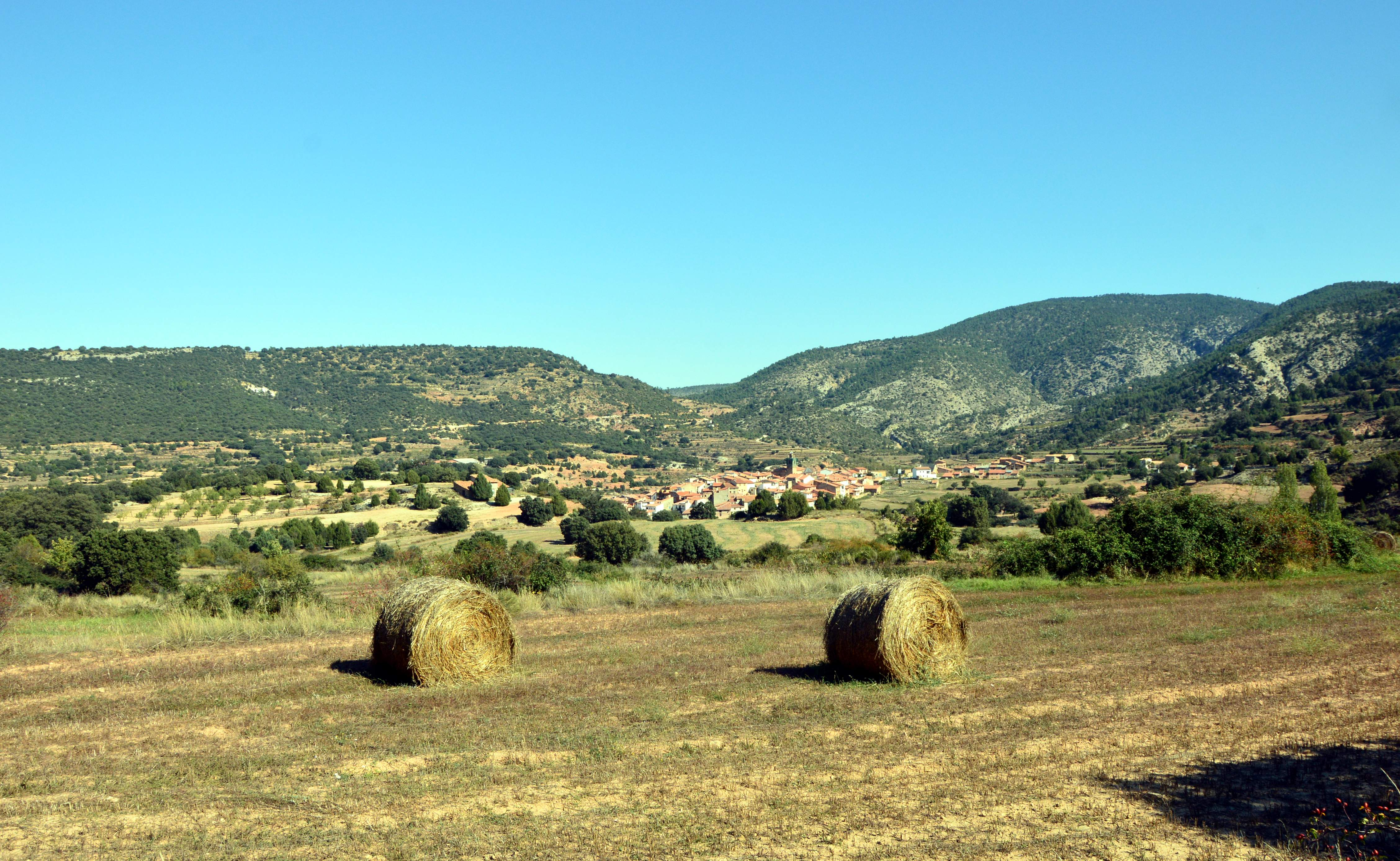
Vista general (meridional) de Puebla de San Miguel (Valencia), desde el Camino de Sesga (2018).

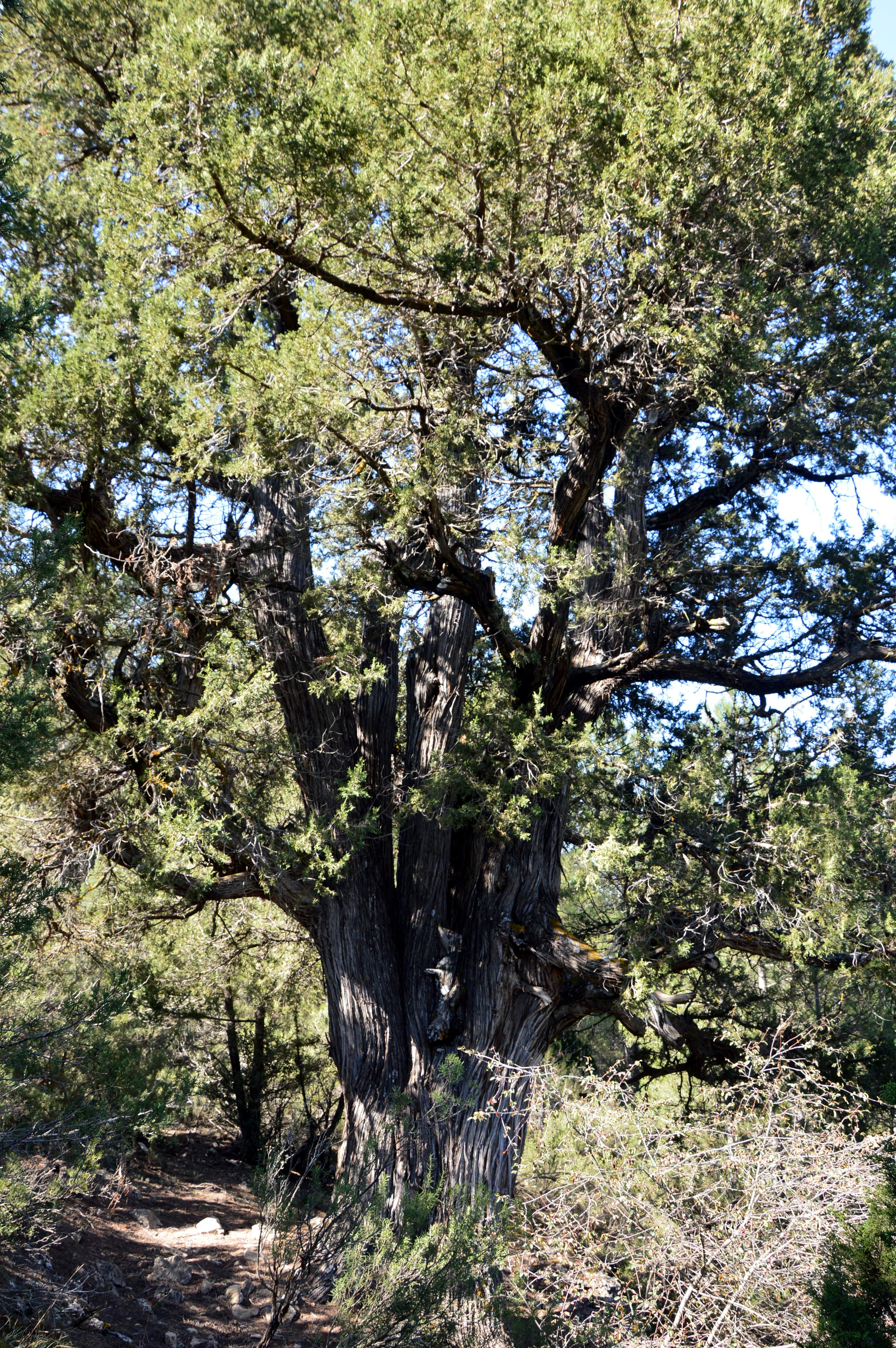
Vista general de la sabina de la Umbría de Miranda, parque natural de la Puebla de San Miguel, Valencia (2018).

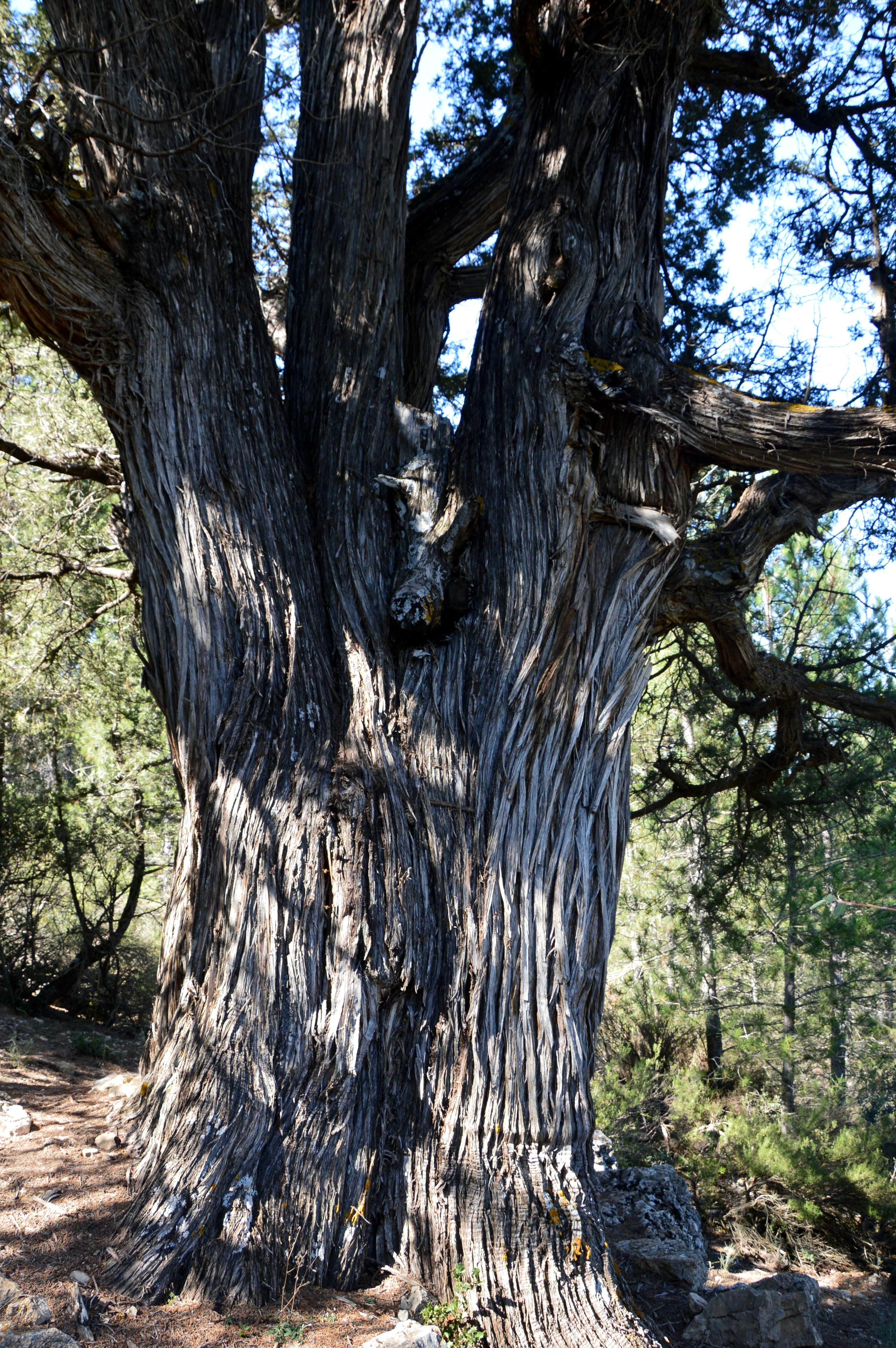
Detalle del tronco de la sabina de la Umbría de Miranda, parque natural de la Puebla de San Miguel, Valencia (2018).

Notable ejemplar de sabina albar (Juniperus thurifera L) situado en una ladera de umbría a 1.000 metros de altitud, al que se le calculan unos 700  años, propiedad del Ayuntamiento de Puebla de San Miguel.

## Historia
Por su monumentalidad, la sabina de la Umbría de Miranda figura con el n.º 1540 en el Catálogo de árboles protegidos de la Generalidad Valenciana (2016).-
Su datación se estima en setecientos años, ello significa que su brote comenzó a crecer a comienzos del siglo XIV, apenas cien años después de la conquista cristiana de las tierras de Ademuz y Castielfabib por Pedro II de Aragón (1210).

## Ubicación y descripción
Se halla en la ladera septentrional de la partida denominada «Umbría de Miranda», a la izquierda del camino que lleva de Puebla de San Miguel a Sesga, propiamente en la desembocadura del barranco de Los Tajos (también, barranco de la Cañada de Jorge) -a unos 2 km de la villa.
De porte monumental, su tronco doble se divide en gruesas ramas conforme asciende su caña, la copa es triangular y el aspecto saludable. Un visitante la describe del siguiente tenor:

«Se trata de un descomunal ejemplar de sabina albar, estimándose su datación en unos siete siglos de vida […]. Su base está formada por dos poderosos troncos de aspecto desigual, que se subdividen en varios brazos conforme se eleva, mostrando su ramaje un aspecto triangular. Su corteza, rugosa y cenicienta, forma tiras alargadas, que se van desprendiendo con el tiempo...  Su devenir le ha permitido contemplar el paso de múltiples generaciones de pueblanos: los agricultores y pastores de estos pagos debieron pasar a su vera, camino de sus quehaceres, observándolo quizá con una mezcla de curiosidad y respeto. Frente a este superviviente uno se siente pequeño, insignificante».
Las sabinas de los Tajos, Miranda y los Pucheros (Puebla de San Miguel, Valencia), y II, Alfredo Sánchez Garzón

## Características
Indiferente al tipo de suelo, las sabinas prefieren sin embargo los calizos, aunque se adaptan bien a los más pobres y pedregosos. Su sistema radical es extenso, de ahí que prefiera los espacios abiertos. Ello parece contradecir la ubicación de la sabina de la Umbría de Miranda, rodeada de monte bajo, con abundantes  arbolado en su entorno, «pero quizás sus circunstancias fueron distintas en su primera juventud y madurez».
- Nombre científico: Juniperus thurifera L.
- Nombre vulgar: Sabina albar.
- Propiedad: Ayuntamiento de Puebla de San Miguel.
- Altura: 12,00 metros.
- Diámetro de la copa: 10,50 metros.
- Perímetro del tronco (a 1,30 metro de la base): 5,00 metros.
- Edad: 700 años.
- Entorno de protección: 15,30 metros.
- Nº de inventario: 1540
- Coordenadas: X 657488 / Y 4433287.[4]

## Generalidades
El  farmacéutico leridano Pío Font Quer en su célebre texto  -Plantas medicinales: El Dioscórides renovado- escribe que «la sabina da nombre a un grupo de especies del género Juniperus que se caracteriza por tener las hojas cortísimas, a manera de escamas, imbricadas, de forma que más bien recuerdan las del ciprés que las de los enebros y cadas». Menciona dos tipos de sabina, la rastrera (Juniperus sabina L) y la negra (Juniperus phoenicea), pero sin nombrar a la sabina albar (Juniperus thurifera). Asimismo, cita a Andrés Laguna, que se refiere a dos tipos de sabina, también sin nombrarlas. Entre los breves comentarios de Laguna recoge la siguiente afirmación:

«La sabina es hierba muy conocida de las mujeres, porque ordinariamente beben su cocimiento para provocar la purgación represada. Es caliente y seca en el grado tercero, y pónese en la lista de aquellas que son de subtilísimas partes. Por donde no nos debemos maravillar si hace orinar la sangre y mata la criatura en el vientre».
Plantas medicinales: El Dioscórides renovado, Pío Font Quer

Acertadamente, «el mejor uso (medicinal) que se puede hacer de la sabina es ignorarla»..